# Tłuchowo

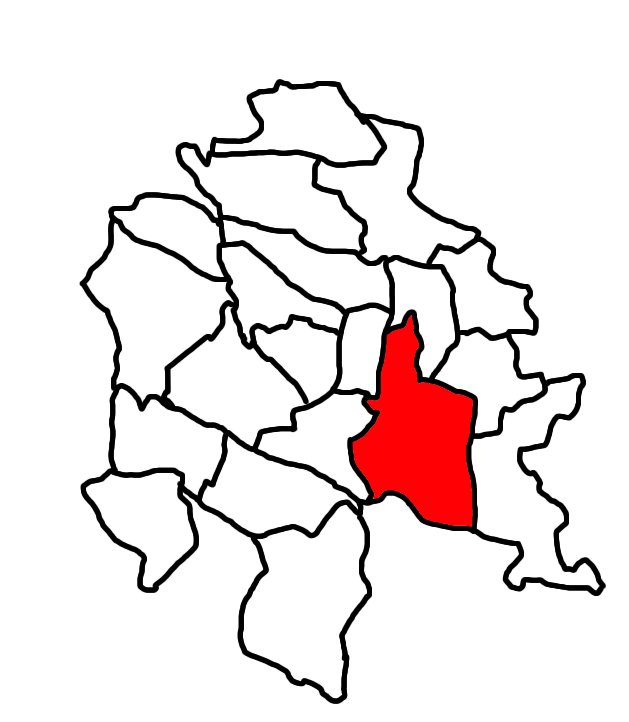
Obszar Tłuchowa na tle gminy Tłuchowo

Tłuchowo – wieś w Polsce położona w województwie kujawsko-pomorskim, w powiecie lipnowskim, w gminie Tłuchowo.

## Podział administracyjny
W latach 1975–1998 miejscowość administracyjnie należała do województwa włocławskiego. Miejscowość jest siedzibą gminy Tłuchowo.

## Demografia
Według Narodowego Spisu Powszechnego (III 2011 r.) liczyła 1179 mieszkańców. Jest największą miejscowością gminy Tłuchowo.

## Grupy wyznaniowe
We wsi znajduje się parafia Wniebowzięcia Najświętszej Maryi Panny.

## Zabytki
Według rejestru zabytków NID na listę zabytków wpisana jest drewniana stodoła z XVIII/XIX w. przy ul. 1 Maja 19, nr rej.: 212/A z 21.10.1986.